# Rue Bruant
Ne doit pas être confondu avec Rue Aristide-Bruant.
La rue Bruant est une voie du 13e arrondissement de Paris, en France.

## Situation et accès
La rue Bruant est une voie publique située dans le 13e arrondissement de Paris. Elle débute au 60, boulevard Vincent-Auriol et se termine au 10, rue Jenner.

## Origine du nom

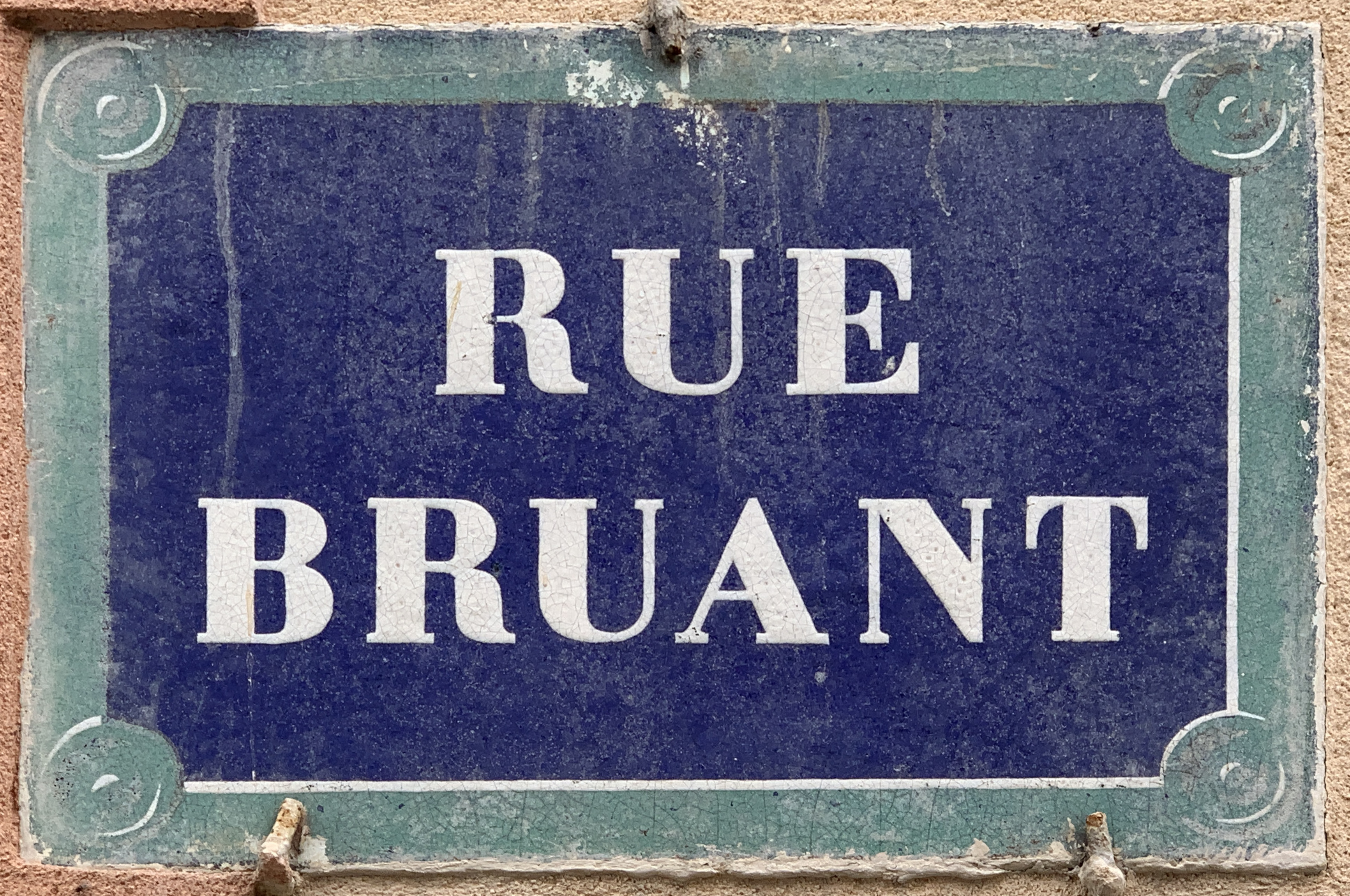
Plaque de la rue.

Sa dénomination rend hommage à Libéral Bruand, dit « Bruant », architecte classique.

## Historique
Cette voie ouverte à la fin du XVIIIe siècle est un ancien chemin du village d'Austerlitz qui est comprise dans la zone des anciennes carrières.
Le côté nord de la rue suit le tracé du mur des Fermiers généraux dont il reste un vestige le long de l’enceinte de l’hôpital de la Salpêtrière.